# Whole Earth Blazar Telescope
Whole Earth Blazar Telescope (WEBT) es un consorcio internacional de astrónomos creado en 1997, cuyo objetivo es el estudio de una categoría particular de Núcleos Activos de Galaxias (AGN) llamados blazares. Estos objetos se caracterizan por una fuerte y rápida variabilidad en su luminosidad en un corto arco de tiempo que varía entre minutos y horas.
Esta colaboración involucra a muchos telescopios localizados en diferentes posiciones geográficas en todo el mundo, lo que permite monitorear las variaciones de emisión de las fuentes durante las 24 horas del día.
El monitoreo del WEBT se sirve a menudo de observaciones realizadas por telescopios espaciales a altas frecuencias, desde los rayos ultravioleta a los rayos gamma, y por telescopios terrestres en las longitudes de onda visible, infrarrojo cercano y radio (milimétricas y centimétricas). De este modo, la información sobre la emisión de los blazares cubre casi por completo el espectro electromagnético.
La finalidad de los estudios llevados a cabo por el WEBT es comprender los mecanismos físicos que regulan la emisión variable de estos objetos celestes. Esta emisión proviene comúnmente de un chorro de plasma que es generado por un agujero negro situado en el núcleo de la galaxia que lo acoge y que apunta en la dirección de la línea de visión del observador terrestre.

## Fundación
El WEBT fue fundado en el otoño de 1997 por John Mattox, del Instituto de investigación astrofísica de la Universidad de Boston, como una colaboración entre distintos observadores ópticos. Tres años después, la dirección fue confiada a Massimo Villata, del Observatorio Astrofísico de Turín. Se emitió un documento constitutivo que definía los fines y la gestión de la organización. Poco después se adhirieron al consorcio los observatorios dedicados a la observación en radio e infrarrojo cercano.

## Campañas de observación
Hasta febrero de 2009, el WEBT organizó 24 campañas de observación, con la participación de más de cien telescopios. Cada campaña está dedicada a una fuente específica, y es guiada por un responsable (Campaign Manager) nombrado por el presidente, el cual coordina las estrategias de observación, la recolección de datos, el análisis y la interpretación de los mismos y, finalmente, se ocupa de la publicación de los resultados.
Esta es la lista de blazares que tuvieron campañas WEBT:
- AO 0235+16[1][2][3][4]
- Markarian 421[5]
- S5 0716+71[6][7][8]
- BL Lacertae[9][10][11]
- Markarian 501
- 3C 66A[12][13]
- OJ 287[14]
- 3C 454.3[15][16][17]
- 3C 279[18][19]

## Artículos
Después de 18 años de la fundación del WEBT se han realizado más de 160 publicaciones científicas.

## GASP
El 4 de setiembre de 2007, el WEBT puso en marcha un nuevo proyecto: el programa de apoyo GLAST-AGILE (GASP). Su finalidad es la de proporcionar apoyo adicional con observaciones a longitud de onda más elevadas a través de observaciones con los satélites de rayos gamma GLAST (Gamma-ray Large Area Space Telescope, bautizado luego como Fermi Gamma-ray Space Telescope en honor del notable físico italiano Enrico Fermi), y AGILE (Astro-Revelador Gamma de Imágenes Rápido). La estrategia del GASP consiste en un monitoreo a largo plazo de los objetos seleccionados, con recolección de datos y análisis periódico de dichos objetos.
La lista de blazares monitoreados por el GASP comprende 28 objetos: 3C 66A, AO 0235 + 16, PKS 0420-01, PKS 0528 + 134, S5 0716 + 71, PKS 0735 + 17, OJ 248, OJ 49, 4C 71.07, OJ 287, S4 0954 + 65, Markarian 421, 4C 29.45, ON 231, 3C 273, 3C 279, PKS 1510-08, DA 406, 4C 38.41, 3C 345, Markarian 501, 4C 51.37, 3C 371, PKS 2155-304, BL Lacertae, CTA 102, 3C 454.3 y 1ES 2344 + 514.